# Роберт Ловетт
Роберт Еберкромбі Ловетт (англ. Robert Abercrombie Lovett; 14 вересня 1895 — 7 травня 1986) — американський державний діяч, міністр оборони США (1951—1953).

## Біографія
Народився в Хантсвіллі, штат Техас в сім'ї Роберта Скотта Ловетта, голови правління Union Pacific Railroad. Вступив в Єльський університет, де вступив в закрите товариство «Череп і кістки». Під час навчання був одним з організаторів авіаклубу в університеті. Після вступу США в Першу світову війну більшість членів клубу вступила в армію. Ловетт воював у Франції, виконуючи як адміністративні завдання в представництві ВПС США в Парижі, так і літаючи в екіпажі бомбардувальника. Після війни повернувся в Єль, який закінчив в 1919 році 19 квітня 1919 одружився з Адель Квотерлі Браун, дочки Нью-Йоркського банкіра. Продовжив освіту у сфері права і адміністрації в Гарвардському університеті. Працював в банку National Bank of Commerce, а згодом в банку Brown Brothers Harriman. Працюючи інвестиційним банкіром добре вивчив американську і європейську промисловість, зокрема, авіаційну.
У грудні 1940 був призначений спеціальним помічником по авіації військового міністра США Генрі Стімсона. Працював над збільшенням американської авіації під час другої світової війни. У 1945 році був нагороджений президентом Труменом медаллю за видатну службу. У 1945 році пішов у відставку і повернувся до роботи в банку. Однак коли Джордж Маршалл в 1947 був призначений державним секретарем США, він попросив Ловетта стати його заступником. Працював на цій посаді до 1949 року. Коли в 1950 році Маршалл став міністром оборони, Ловетт знову став його заступником. Очолюючи спеціальну комісію, зіграв важливу роль в створенні ЦРУ. Розробив програму переозброєння необхідну для Корейської війни. Вважав великою помилкою різке скорочення американської армії та флоту після закінчення Другої світової. Це призвело до того, що США виявилися погано готові до Корейській війні. 17 вересня 1951 року змінив Джорджа Маршалла на посаді міністра оборони США. У січні 1953 з закінченням президентського терміну Трумена пішов у відставку.
Продовжував працювати у своєму банку Brown Brothers Harriman. Коли Кеннеді став президентом, він за порадою батька Джозефа Кеннеді запропонував Ловетту будь-яку посаду на вибір у своїй адміністрації, але Ловетт відмовився пославшись на свій похилий вік. У 1963 році був нагороджений Президентською медаллю свободи. Помер в 1986 році.
Іменем Роберта Ловетта названа кафедра військової історії в Єльского університеті.